# Juan Oliva Moncusí
Juan Oliva Moncusí (Cabra, 1855-Madrid, 1879) fue un tonelero español, conocido por perpetrar un atentado contra el monarca Alfonso XII en los comienzos de la Restauración.

## Biografía
Nació en la villa tarraconense de Cabra el 15 de noviembre de 1855, hijo de Francisco y Rosa. Tuvo un hermano, de mayor edad, y dos hermanas.
Con doce años habría entrado en el Instituto Provincial de Tarragona. Mal estudiante, por falta de constancia y asistencia a las clases, habría probado a continuación con la escultura, también infructuosamente, para terminar trabajando como tonelero. Llegó a casarse y tener una hija.
Fue autor de un atentado infructuoso contra el rey Alfonso XII en la capital del país el 25 de octubre de 1878 y sentenciado a muerte el 12 de noviembre, en un juzgado de primaria instancia del distrito de Palacio. El juez, Francisco Molina, concretó en la sentencia que el arma empleada habría sido una «pistola del sistema Lafaucheux con cápsulas de bala de 12 milímetros de calibre». Su ejecución tuvo lugar, tras su traslado desde la cárcel del Saladero, en el Campo de Guardias el 4 de enero de 1879 mediante garrote vil. No habiendo certeza sobre el contexto ideológico subyacente, se habría llegado a especular, en concreto el marqués de Molins, con un complot con participación de elementos republicanos, internacionalistas y carlistas, con ramificaciones fuera de España, para derribar la monarquía alfonsina. El periódico anarquista suizo L'Avant Garde expresó su «solidaridad moral» con el intento de regicidio.
Galdós narra de la siguiente manera los hechos relativos al atentado, en su episodio nacional Cánovas:

El 25 de Octubre regresó el Rey Alfonso de un viaje que hizo a las provincias del Centro, y al pasar en coche por la calle Mayor, cerca ya de los Consejos, un jovenzuelo disparó contra él dos pistoletazos, sin causarle daño alguno. El agresor, detenido al instante, se llamaba Juan Oliva Moncasi, era natural de Cabra (Zaragoza), y según dijo, estaba afiliado a la Internacional. La emoción de este suceso no duró mucho. El tal Oliva era indudablemente un fanático; pero con menos visos de locura que de tontería. Según mi leal entender, en aquella época de una insipidez mal azucarada, hasta el regicidio era tonto, desaborido y sin picante. Del desdichado Oliva se habló un poco en aquellos días, y otro poco cuando le dieron garrote en Enero del año próximo.
(Pérez Galdós, 1912, p. 199)

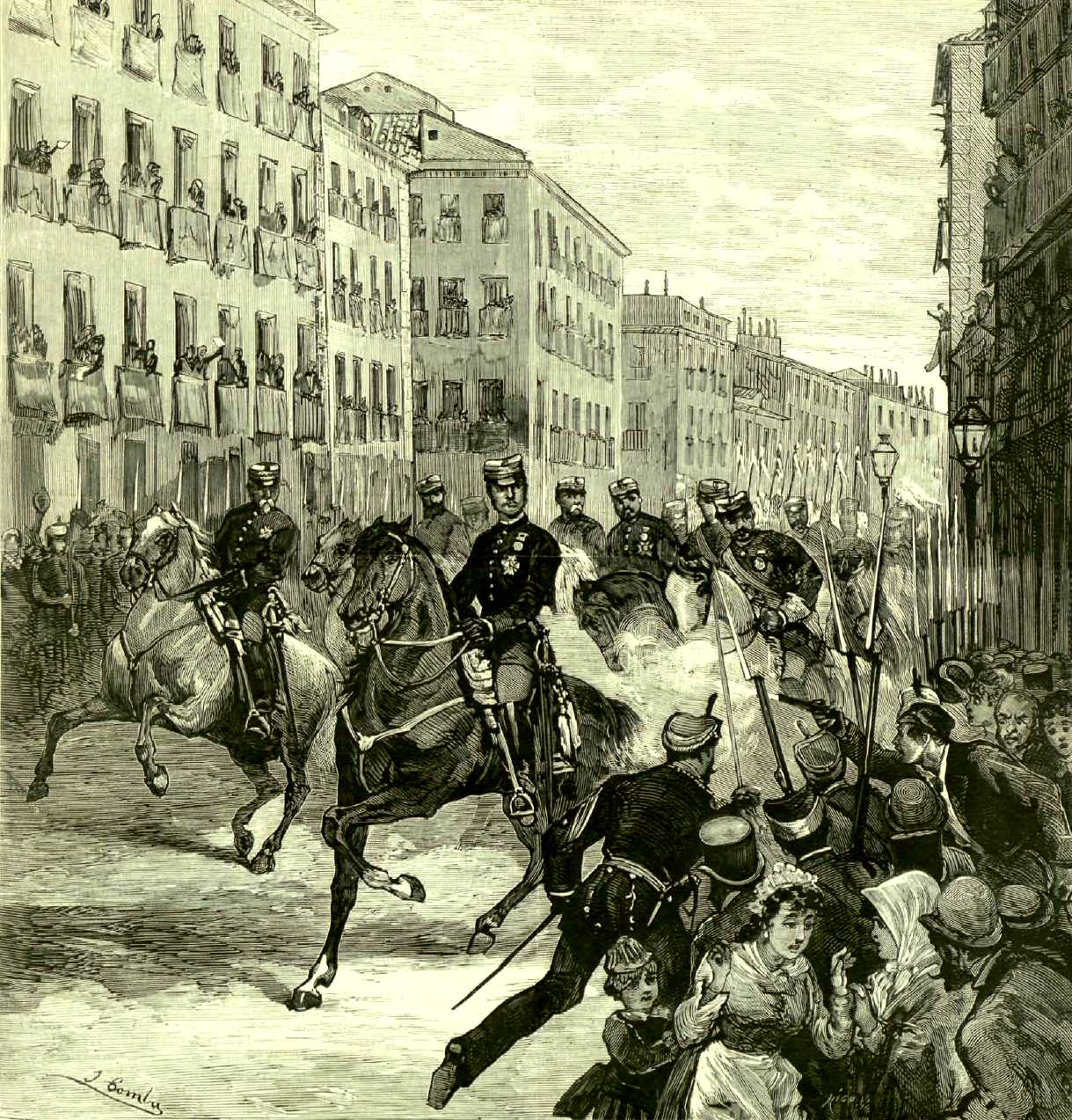
Atentado (dibujo de Comba en La Ilustración Española y Americana)
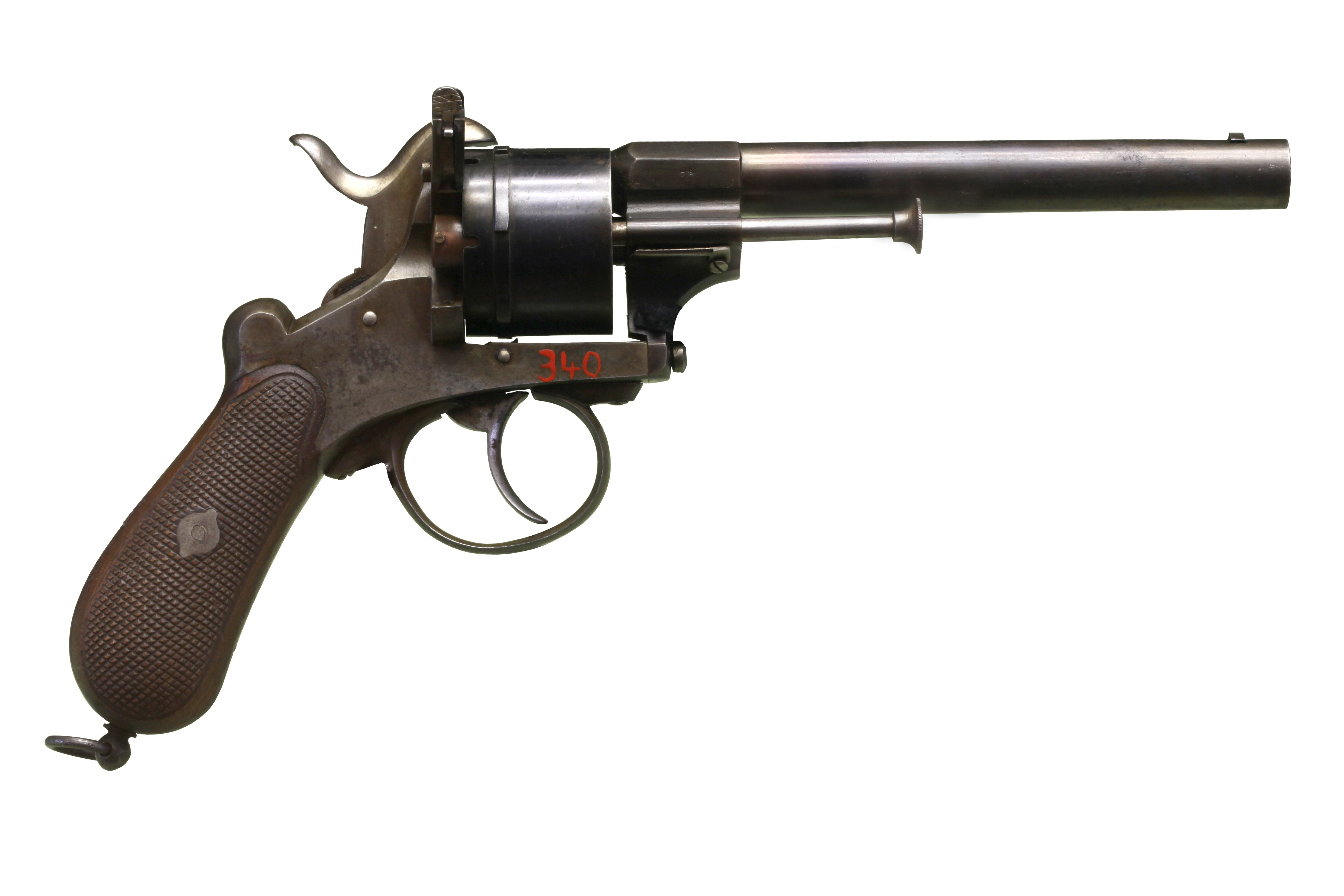
Revólver Lefaucheux
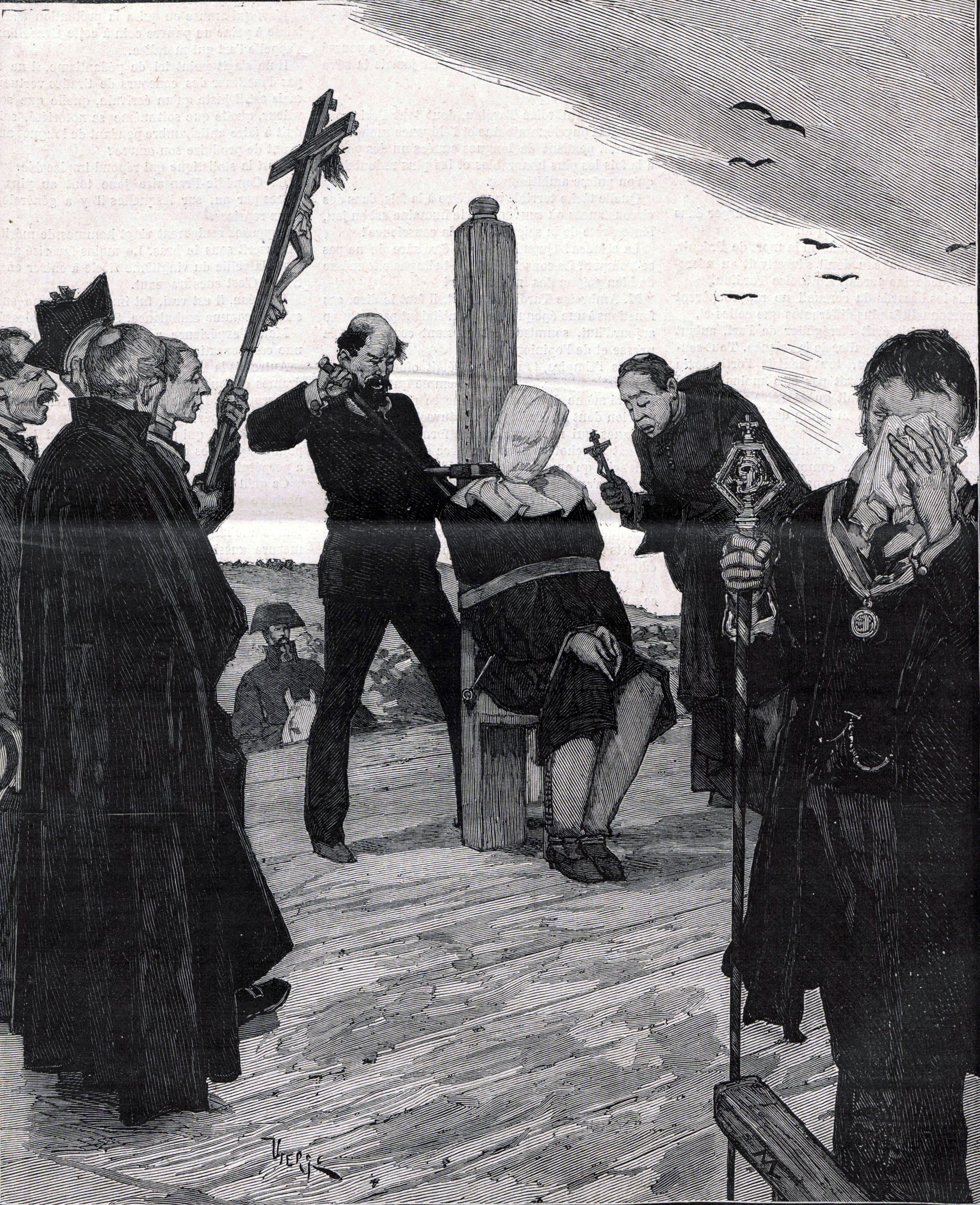
Ejecución (dibujo de Vierge en Le Monde Illustré)